# 狭叶土沉香
狭叶土沉香（学名：Excoecaria acerifolia var. cuspidata）为大戟科海漆属下的一个变种。

## 扩展阅读
- 維基物種上的相關：狭叶土沉香